# موبوتو سسه سوکو
موبوتو سسه سوکو (به انگلیسی: Mobutu Sese Seko) (زادهٔ ۱۴ اکتبر ۱۹۳۰ – درگذشتهٔ ۷ سپتامبر ۱۹۹۷ در رباط، مراکش) رئیس‌جمهور و دیکتاتور زئیر برای ۳۲ سال از سال ۱۹۶۵ تا ۱۹۹۷ بود. وی مسئول قتل پاتریس لومومبا شناخته می‌شود.
موبوتو به دلیل فساد و خویشاوندسالاری شهرت داشت. برآوردها از ثروت شخصی او بین ۵۰ میلیون تا ۵ میلیارد دلار متغیر است که از طریق استثمار اقتصادی و فساد در دوران ریاست‌جمهوری‌اش به دست آمده بود. حکومت او به عنوان یک دزدسالاری شناخته می‌شود؛ زیرا وی ثروت شخصی‌اش را در حالی که اقتصاد زئیر با تورم کنترل‌نشده، بدهی زیاد و کاهش شدید ارزش پول ملّی مواجه بود، به دست آورد. موبوتو همچنین به‌خاطر ولخرجی‌هایی همچون سفر به پاریس با هواپیمای مافوق‌صوت کنکورد شناخته می‌شد.
او در ۷ سپتامبر ۱۹۹۷ در تبعیدگاهش در رباط در کشور مراکش در سن ۶۶ سالگی درگذشت.

## ریاست‌جمهوری

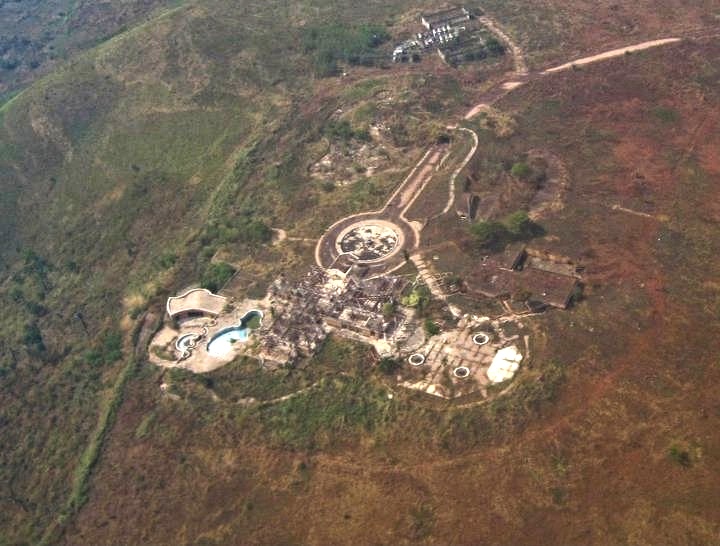
کاخ موبوتو در زادگاهش گبادولیت

موبوتو سسه سوکو در حد فاصل سال‌های ۱۹۶۵ تا ۱۹۹۷، قدرت را در زئیر در دست داشت و طی این مدّت تمامی بنگاه‌های تولیدی را ذیل سلسله مراتب (قشربندی) عمودی که توسط قاچاقچیان نمایندگی می‌شد، سازمان داده بود و هر کدام از تیول ایجاد شده به یک گانگستر محلّی اختصاص داشت؛ کسانی که تحت حمایت موبوتو انحصار الماس، الوار، طلا، قهوه، کبالت و قاچاق اسلحه را به چنگ آورده بودند. درآمد حاصل از فروش الماس حدود بیست میلیون دلار در ماه بود و از معادن طلای این کشور در دهه نود میلادی ماهانه بالغ بر دویست پوند (حدود ۹۰ کیلوگرم) طلا استخراج می‌شد. تجارت الوار و کبالت و مس نیز به همین منوال به شدّت سودده بود. سهم موبوتو از صنایع مذکور به‌طور مستمر افزایش یافت تا آنجا که سرانجام ۹۸ درصد درآمد ملّی زئیر تحت کنترل او درآمد. در اثر این شرایط در سال‌های انتهایی دورهٔ زعامت موبوتو، خدمات عمومی به شهروندان تقریباً تعطیل شد؛ تا آنجا که بیمارستان‌ها و مدارس بسته شدند و معابر تعمیر نمی‌شدند و تنها زیرساخت‌های نزدیک به معادن آن هم به منظور تسهیل صادرات، توسعه پیدا می‌کردند.

## مرگ
موبوتو موقتاً به توگو تبعید شد؛ امّا چند روز بعد گناسینگبی ایادیما رئیس‌جمهور توگو، اصرار کرد که وی کشورش را ترک کند. از ۲۳ مه ۱۹۹۷، او عمدتاً در رباط پایتخت مراکش زندگی می‌کرد. او در ۷ سپتامبر ۱۹۹۷ به دلیل سرطان پروستات در سن ۶۶ سالگی در آنجا درگذشت. او در مقبره‌ای در رباط، در قبرستان مسیحیان معروف به Cimetière Européen دفن شده است.
در دسامبر ۲۰۰۷، مجمع ملّی جمهوری دموکراتیک کنگو پیشنهاد کرد که بقایای جسد او به این کشور بازگردانده و در مقبره‌ای دفن شود که هنوز این امر محقق نشده است. مقبرهٔ موبوتو همچنان در مراکش است.